# Wienerfilharmonikernas nyårskonsert 2008
Wienerfilharmonikernas nyårskonsert 2008 räknas som den 68:e nyårskonserten från Wien och ägde rum den 1 januari 2008 i Wiens Musikverein. Dirigent var Georges Prêtre.

## Historia
Strikt räknat var det Wienerfilharmonikernas 63:e nyårskonsert, eftersom det inte var förrän 1946 som namnet introducerades. Dessutom var det den 69:e Årsskifteskonserten, då det vid årsskiftet 1939/40 gavs en Außerordentliches Konzert (extraordinär konsert) av Wienerfilharmonikerna, som dock ägde rum på nyårsafton 1939. Från 1941 dirigerades nyårskonserten av Clemens Krauss, med undantag för åren 1946 och 1947 då Krauss förbjöds att dirigera på grund av sin närhet till nazistregimen och ersattes av Strausspecialisten Josef Krips.
Efter Clemens Krauss död 1955 följde Willi Boskovsky, konsertmästare i Wienerfilharmonikerna, som dirigerade konserten 25 gånger i rad. Från 1980 till 1986 följde sju konserter med dirigenten Lorin Maazel, som tjänstgjorde som chef för Wiener Staatsoper från 1982 till 1984. Därefter beslutade Wienerfilharmonikerna att bjuda in en ny dirigent varje år.
Som har varit fallet varje år sedan 1980 var blomsterdekorationerna en gåva från den italienska staden San Remo.

## Konserten
Programmet innehöll fem kompositioner som aldrig tidigare spelats i nyårskonserten. ORF hade meddelat sex nyheter men Napoleon-Marsch, som angavs som ny, var redan på programmet för första gången 1968.

## Program

### 1:a delen
- Johann Strauss den yngre: Napoleon-Marsch, op. 156
- Josef Strauss: Dorfschwalben aus Österreich, Vals, op. 164
- Josef Strauss: Laxenburger Polka, op. 60*
- Johann Strauss den äldre: Paris, Vals, op. 101*
- Johann Strauss den äldre: Versailler Galopp, op. 107*
- Johann Strauss den yngre: Orpheus-Quadrille, op. 236*
- Joseph Hellmesberger junior: Kleiner Anzeiger, Galopp, op. 4

### 2:a delen
- Johann Strauss den yngre: Ouvertyr till Indigo und die 40 Räuber
- Johann Strauss den yngre: Bluette, Polka française, op. 271
- Johann Strauss den yngre: Tritsch-Tratsch, Polka schnell**, op. 214
- Joseph Lanner: Hofballtänze, Walzer, op. 161
- Josef Strauss: Die Libelle, Polka mazur, op. 204
- Johann Strauss den yngre: Russischer Marsch, op. 426
- Johann Strauss den yngre: Die Pariserin, Polka française, op. 238*
- Johann Strauss den äldre: Chineser-Galopp, op. 20
- Johann Strauss den yngre: Kaiser-Walzer, op. 437
- Johann Strauss den yngre: Die Bajadere, Polka schnell, op. 351

### Extranummer
- Josef Strauss: Sport-Polka, Polka schnell, op. 260
- Johann Strauss den yngre: An der schönen blauen Donau, Vals, op. 314
- Johann Strauss den äldre: Radetzkymarsch, op. 228

Verkförteckningen och verkens ordning finns på Wienerfilharmonikernas webbplats.
Verk markerade med * spelades för första gången vid en nyårskonsert.

**Tritsch-Tratsch-Polka är ingen "Polka schnell" (Snabbpolka) i egentlig mening, den beteckningen användes av Johann Strauss den yngre först med op. 281 (Vergnügungszug (Polka schnell)).

## Balettinslag
Balettensemblerna från Wiener Staatsoper och Volksoper Wien dansade ett "fotbollsnummer" (till Tritsch-tratsch-Polka) på Karlsplatz och för första gången framfördes Donauvalsen live i Musikverein. Lika ny var Albertina som spelplats för en dansinlaga (valsen Freuet Euch des Lebens). Lipizzanerna "dansade" också till Die Pariserin på Spanska ridskolan.
Solister var Olga Esina, Maria Yakovleva, Dagmar Kronberger, Kathrin Czerny, Vladimir Shishov, Kyrill Kourlaev och Gregor Hatala. Gästsolist var Fernanda Diniz, som skapade kostymerna "Art for Art". Christian Tichy ansvarade för livekoreografin av Donauvalsen i Gyllene salen, och Dagmar Kronberger och Wolfgang Gräscher som dansade.

## Pausfilm
Georg Rihas pausfilm var, som konstnären själv kallade den, "en charmig hyllning till iscensättningen av Europamästerskapet i fotboll 2008 i Österrike och Schweiz". Med titeln "Austrian Kickoff" visade filmen österrikiska landskap, kulturella höjdpunkter och arkitektoniska sevärdheter genom vilka en fotboll rörde sig om och om igen.

## Radio- och TV-sändningar
Nyårskonserten 2008 sändes i radio och tv över hela världen. ORF-sändningen sändes i 54 länder från Albanien till Cypern: Förutom nästan alla europeiska länder sändes konserten i Australien, sydamerikanska länder från Bolivia till Uruguay, Kina, Indonesien, Japan, Ryssland och USA live eller, beroende på tidszon, med en tidsfördröjning via TV-sändning. Totalt 32 europeiska radiostationer sänder också nyårskonserten live. WGBH Boston vidarebefordrade inspelningen till 300 amerikanska radiostationer, liksom NHK Tokyo och Radio Guangdong China.

## Inspelningar
Inspelningen av konserten var ett av de mest sålda albumen 2008 i Österrike. CD:n med konserten släpptes den 7 januari, DVD:n den 14 januari 2008.

## Weblänkar
- Neujahrskonzert 2008 auf wienerphilharmoniker.at
- Wienerfilharmonikernas nyårskonsert 2008 på Youtube
- Wienerfilharmonikernas nyårskonsert 2008 på Youtube